# Rila
Rila (em búlgaro:  Рила [ 'ri.l ə]) é uma cordilheira no sudoeste da Bulgária, com as mais altas montanhas da Bulgária e das mais altas da região dos Balcãs. O seu pico mais alto é o Musala, a 2925 metros. O maciço é também a sexta montanha mais alta da Europa (quando cada montanha é representada pelo seu pico mais alto apenas), seguida por Cáucaso, os Alpes, Sierra Nevada , os Pirenéus e o Etna. A maior parte da montanha é ocupada pelo Parque Nacional Rila. 
O nome Rila é de origem e trácia, que significa "montanha bem-regada", devido à abundância lagos glaciais (cerca de 200) e de fontes termais. Alguns dos mais longos e profundos rios são originários de Rila incluem o Maritsa, o Iskar e o Mesta. 
Culturalmente, Rila é famosa pelo  Mosteiro de Rila, o maior e mais importante mosteiro da Bulgária, fundado no século X.

## Geografia
Rila é uma montanha em forma de cúpula de horst, o maciço Macedônio-Tracio. Foi formada por granito e gnaisse, rochas cristalinas e xistos durante o período Paleozoico (25 milhões de anos atrás). O relevo alpino de Rila se formou mais tarde, entre dez e doze mil anos, durante o Pleistoceno, foi formada por uma série de eras glaciais. Durante a mais recente, a chamada glaciação de Würm, quando havia uma camada de 2100 msnm, acima desta camada houve uma mudança radical, originado típicas formações glaciais.

## Clima
A cordilheira Rila tem uma área de 2400 km2. O clima é tipicamente alpino, com 2000 mm de precipitação anual em Musala, cerca da metade é neve. A menor temperatura média é medida em fevereiro no Musala: -11,6 °C, e é o mínimo absoluto é -31,2 °C. Uma temperatura média de agosto é de 5,4 °C, sendo o valor máximo 18,7 °C.
Rila é subdividida em várias partes em função da sua posição geográfica.
- Rila Oriental é a porção mais alta e vasta. O pico mais alto, assim como 12 dos 18 picos mais de 2700 metros estão localizadas ali - Musala, Yastrebets, Irechek, Den Mancho, etc. Há lagos de Musala nesta parte de Rila, bem como Ledeno Ezero ( "Lago Gelado"), o lago na região mais alta dos Balcãs, a 2709 m, como também os Lagos de Maritsa e Lagos Ropalitsa. O famoso resort da montanha Borovets também está localizado nesta região.

- Rila Central corresponde a menor parte (dez porcento da área total), e com os mais famosos lagos glaciais; Fish Lakes, Dzhendem Lakes, Monastery Lakes. O maior lago glacial dos Balcãs, Smradlivo Ezero com uma área de 21,2 km2 está localizado no centro de Rila, assim como os picos Kanarata, Wreckfish Polyana, Malak Skakavets e Golyam Skakavets, Rilets.
- Rila Noroeste ocupa 25% do total da área da cordilheira. O pico mais alto é o Malyovitsa, a 2730 m. Local onde estão localizados Os Sete Lagos de Rila .
- Rila Sudoeste, ou o Kapatnik Ridge, ocupa 30% da área da cordilheira e possui a reserva mais antiga da Bulgária. Para além da sua pequena parte Norte, Rila Sudoeste não tem a mesma aparência alpina de outras regiões.

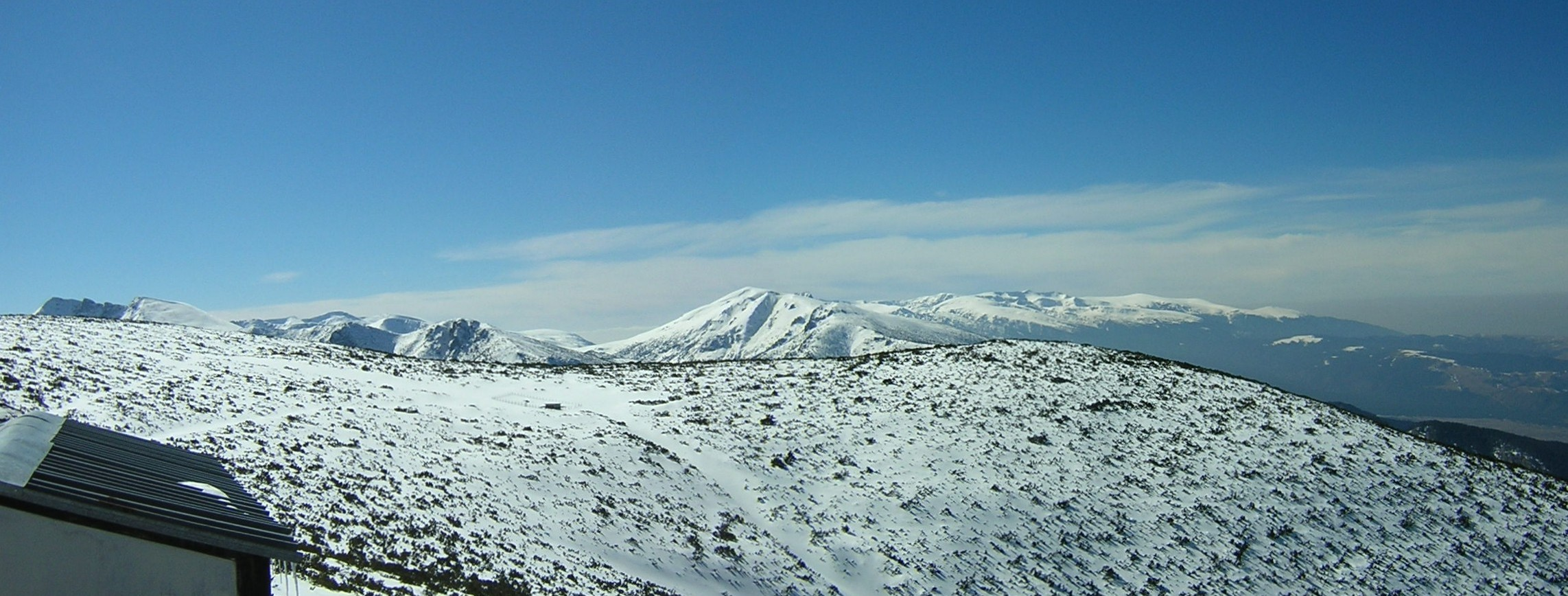
Vista panorâmica no inverno de Rila, de Yastrebets

## Picos de Rila
- Musala — 2925 m
- Malka Musala — 2902 m
- Ovcharets (Yurushki chal) — 2768 m
- Golyam Kupen — 2731 m
- Malyovitsa — 2729 m
- Popova kapa — 2704 m
- Malka Malyovitsa — 2698 m
- Lopushki vrah — 2698 m
- Lovnitsa — 2695 m
- Kanarata — 2691 m
- Orlovets — 2685 m
- Pastri slap (Aladzha slap) – 2684 m
- Zliya zab — 2678 m
- Eleni vrah — 2654 m
- Kovach (Nalbant) vrah - 2640 m
- Suha Vapa vrah - 2638 m
- Ravni vrah (Ravni chal) — 2637 m
- Belmeken — 2627 m
- Kamilata — 2621 m
- Golyam Mechi vrah — 2618 m
- Dvuglav — 2605 m
- Golyam Mramorets (Golyam Mermer) — 2598 m
- Dodov (Drushlevishki) vrah — 2597 m
- Kozi vrah — 2587 m
- Iglata — 2575 m
- Mechit — 2568 m
- Ushite — 2560 m
- Ptichi vrah (Ashiklar) — 2536 m
- Malak Mechit — 2535 m
- Yanchov vrah — 2481 m
- Malak Mechi vrah — 2474 m
- Strazhnik (Kurdzhilak) — 2469 m
- Budachki kamak — 2447 m
- Kukov vrah — 2411 m
- Tsarev vrah — 2376 m
- Ivan Vazov (Damga) — 2342 m
- Markov kamak (Gorna Kadiitsa) — 2342 m
- Malka Popova kapa — 2180 m
- Treshtenik — 2020 m
- Angelov vrah
- Malak Lopushki vrah
- Malak Mramorets (Malak Mermer)

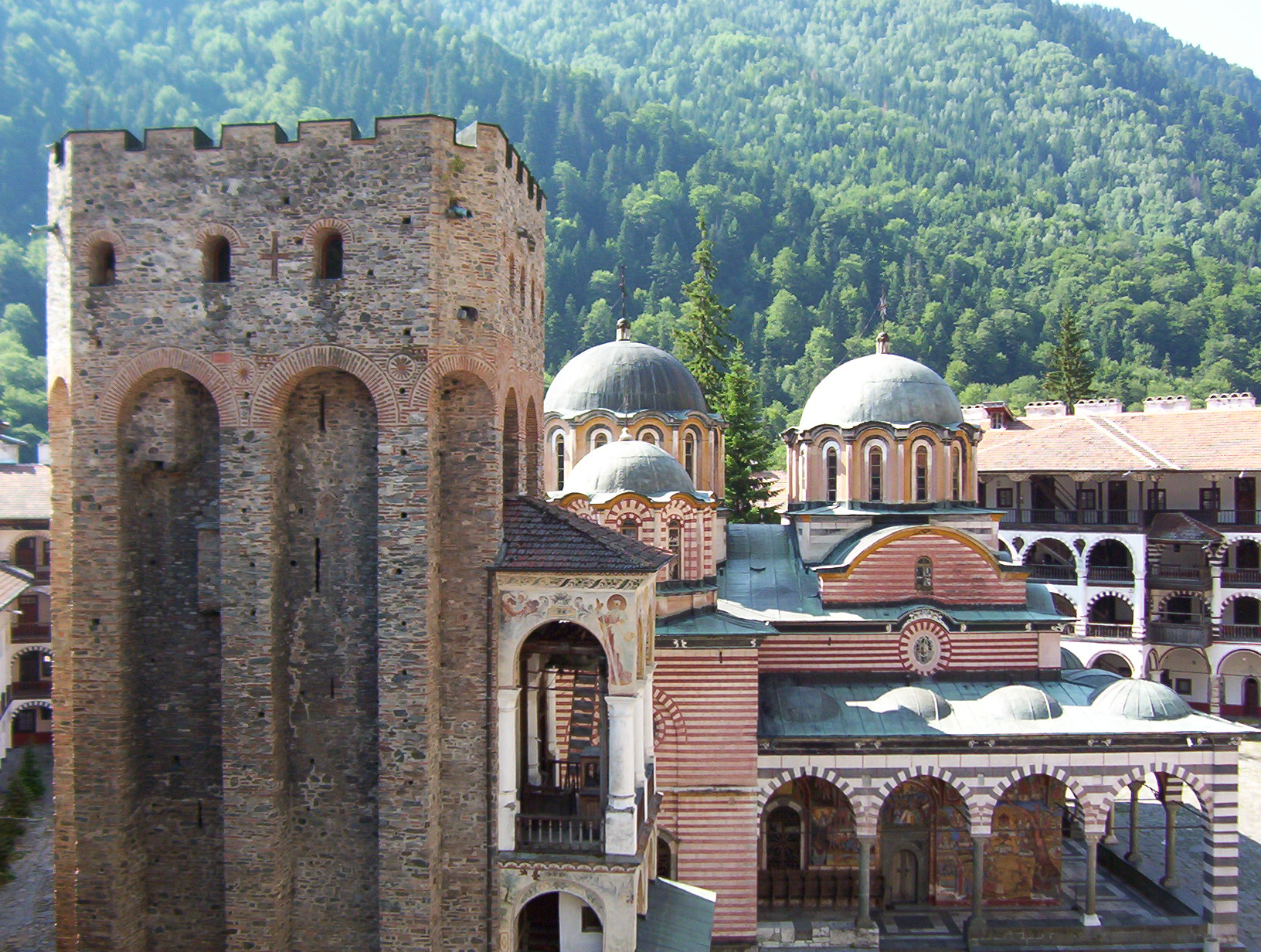
O Mosteiro de Rila
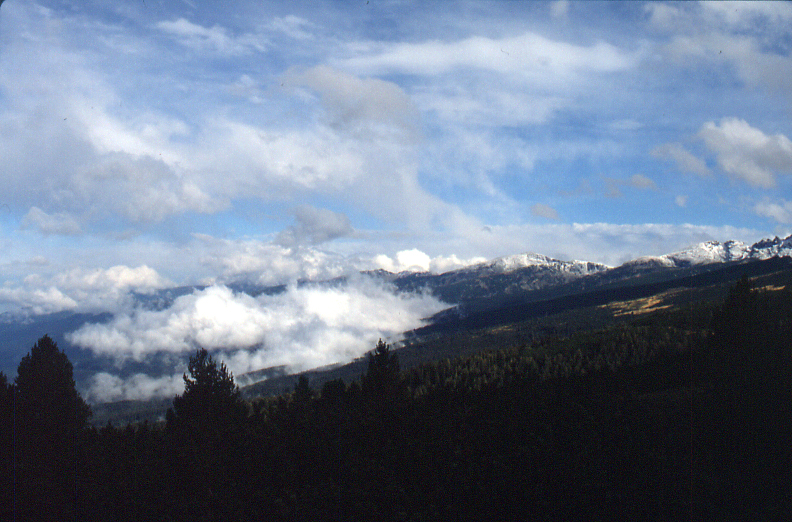
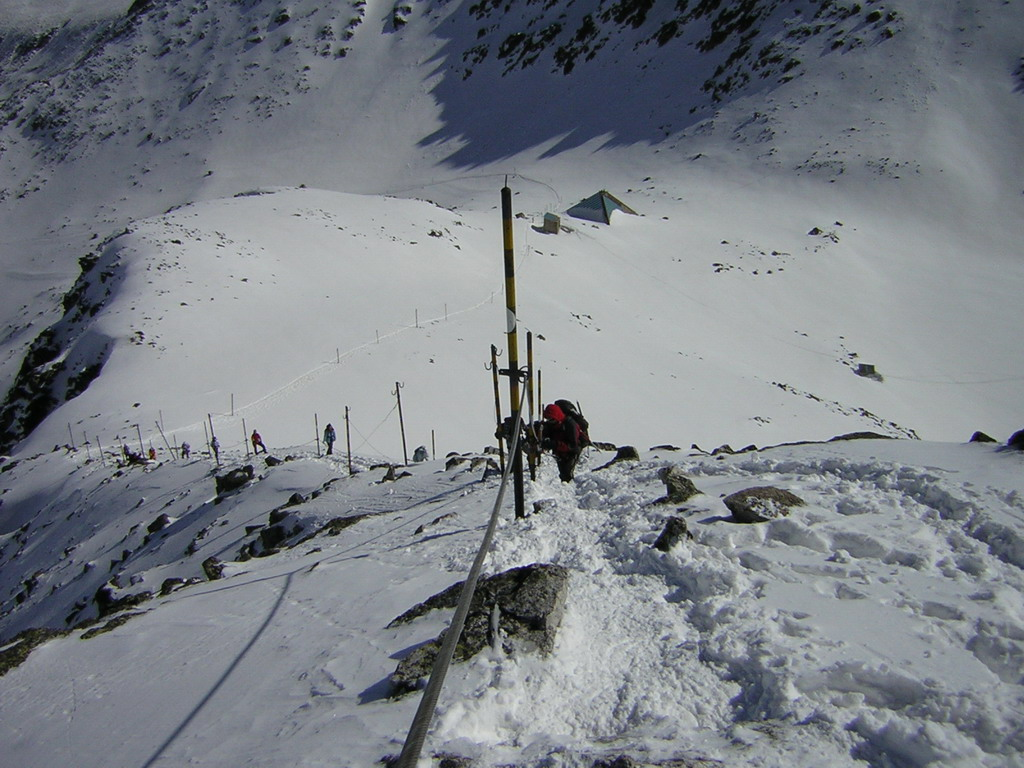
Escaladores em Musala
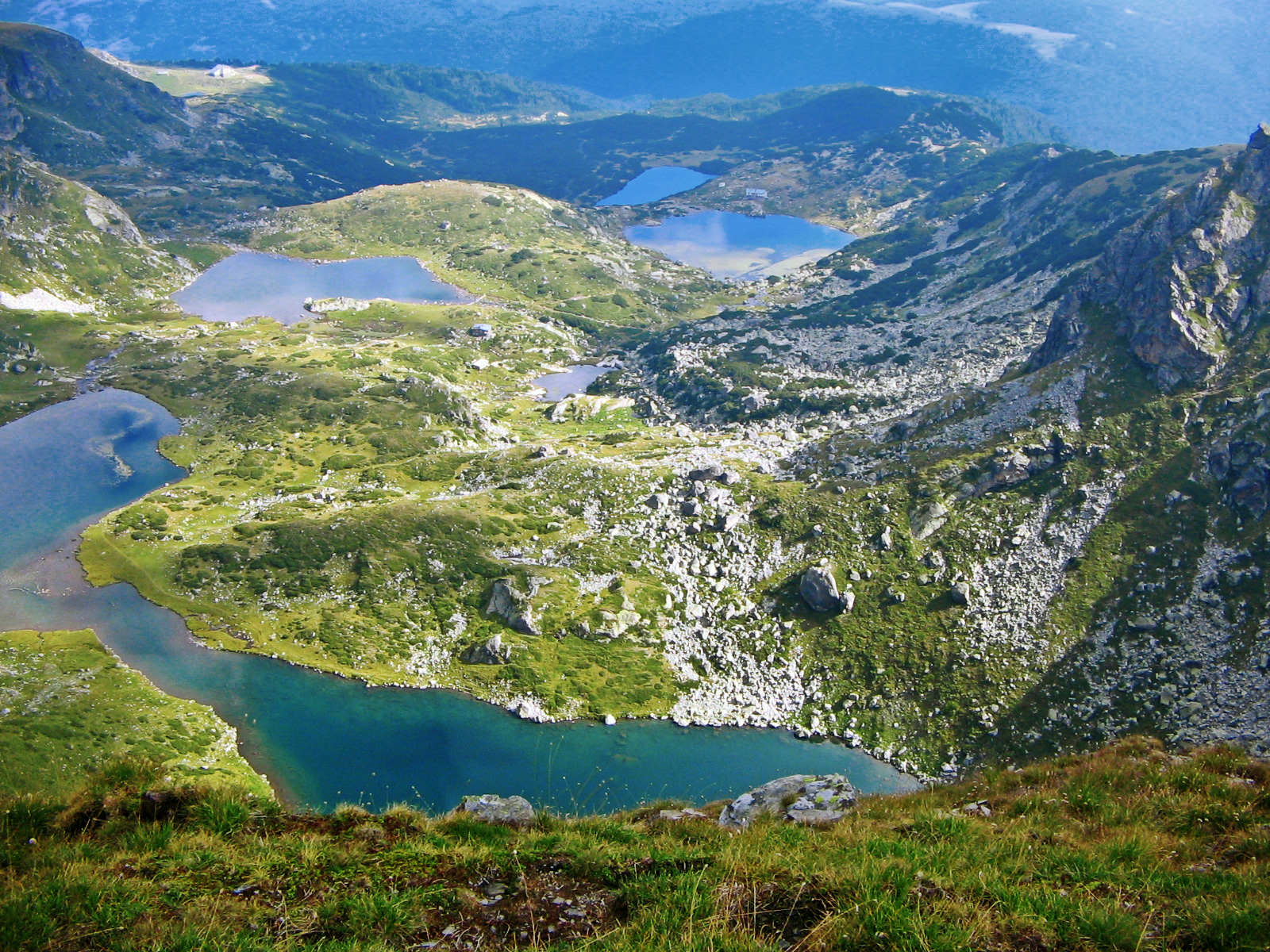
Os Sete Lagos de Rila
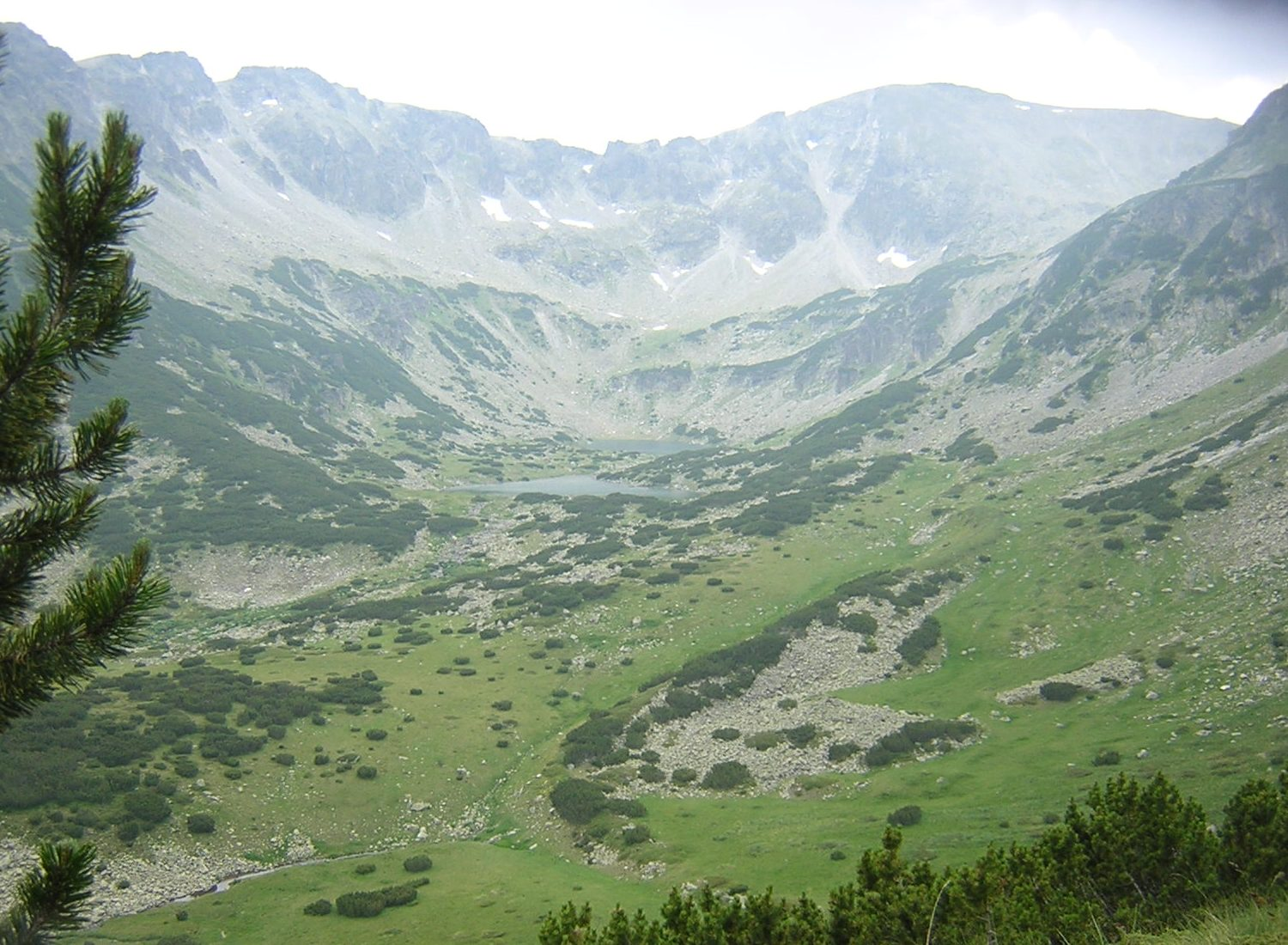
O nascimento do Maritsa abaixo de Marishki vrah
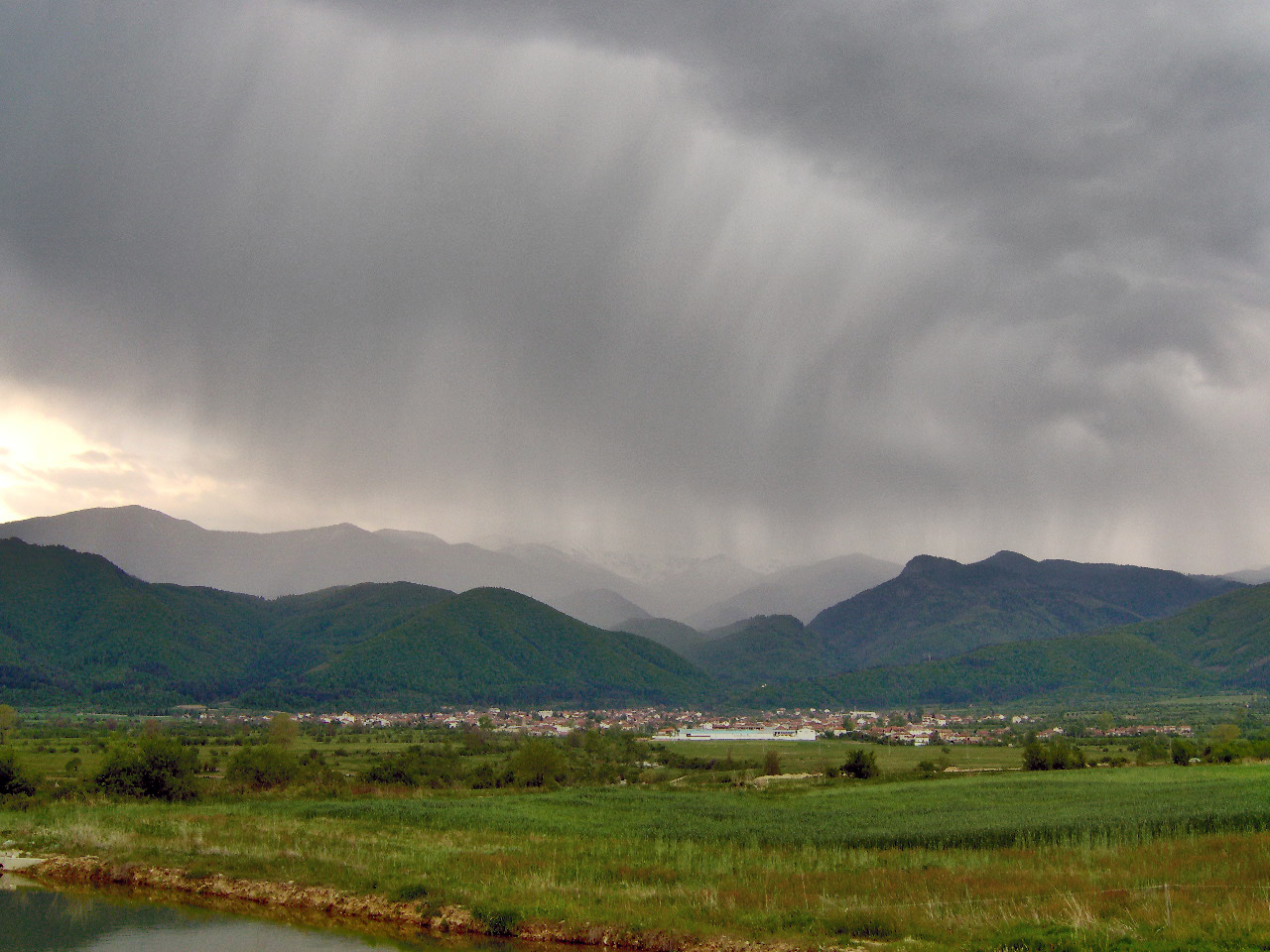
Precipitação em Rila